# Liesbet Dreesen
Pour les articles homonymes, voir Dreesen.
Liesbet Dreesen, née le 7 novembre 1976 à Uccle, est une nageuse belge.

## Carrière
Elle remporte aux Championnats d'Europe de natation 2000 la médaille de bronze du relais 4x100 mètres nage libre avec Nina van Koeckhoven, Sofie Goffin et Tine Bossuyt.